# Följ med
Följ med utkom 1971 och är ett album av den kristna gruppen Samuelsons. Skivan är brödragruppens debutalbum, inspelad i Stockholm och London samt mixad i Nashville. Producerad av Kjell och Rolf Samuelson och arrangerad av Rick Powell.

## Låtlista

### Sida 1
1. Följ med
2. Allting blev nytt
3. Great day
4. För mig är livet Kristus
5. Vi gå hand i hand
6. Därför kom

### Sida 2
1. Över vatten djupa
2. Mänskliga rättigheter
3. Då kommer något att hända
4. Lonesome valley
5. Hann fann mig